# Эдинг, Борис Николаевич
Борис Николаевич фон Эдинг (10 апреля 1889, Ростов, Ярославская губерния — 16 августа 1919, Ростов, Ярославская губерния) — историк русского искусства, коллекционер документов и произведений, музейный работник и педагог.

## Биография
Родился в Ростове Великом 10 апреля 1889 года.
Отец, Николай Дмитриевич — офицер, происходил из знатной прибалтийской семьи.
Мать, Александра Ивановна, урождённая Мальгина, происходила из известной купеческой семьи.
Семья часто переезжала из-за постоянных перемен мест службы отца и к началу XX века оказалась в Воронеже. Там Эдинг в 1900—1908 годах учился в гимназии. Он часто гостил у бабушки в Ростове Великом, где в 1903 году познакомился с известным художником В. В. Переплётчиковым. Возвратившись в Москву, В. В. Переплётчиков рассказал о знакомстве с фон Эдингом Игорю Эммануиловичу Грабарю, сказав, что юноша поразил его интересом к искусству и знаниями по археологии.
В 1908 году после окончания гимназии фон Эдинг поступил на историко-филологический факультет Московского университета, где часто обращался за помощью к Грабарю.
Борис Николаевич окончил университет в 1912 году и остался здесь для занятий научной деятельностью при кафедре теории и истории искусства.
С 1912 по 1916 год фон Эдинг был помощником хранителя при отделении изящных искусств Румянцевского музея.
В 1919 году Борис Николаевич отправился в экспедицию в Ростовский уезд Ярославской губернии. В Ростовском Кремле он изучал Успенский собор XVI века. С целью поиска неизвестных памятников русской старины фон Эдингу приходилось передвигаться пешком на большие расстояния по северному бездорожью. В Ростове Великом Борис Николаевич заболел брюшным тифом и 16 августа 1919 года скончался. Умершего отпевали в Спасо-Яковлевском монастыре и там же похоронили. Могила Бориса Николаевича ныне утрачена.

## Деятельность
Борис Николаевич часто ездил по разным городам, собирал информацию и много фотографировал. К 1912 году он подготовил несколько монографий о русских городах Ростове Великом, Угличе, Ярославле, Романове-Борисоглебске (ныне Тутаев) и Костроме.
Первая из них — «Ростов Великий. Углич: памятники художественной старины» вышла в свет в серии «Русские города — рассадники искусства: собрание иллюстрированных монографий» тиражом в восемь тысяч экземпляров. Она стала самой значительной работой из опубликованных Эдингом. В предисловии Игорь Грабарь сообщает, что серия монографий о древних русских городах — его «заветная мечта». Для своего времени книга явилась серьёзным научным трудом и до настоящего времени не утратила своего значения.
Борис Николаевич фон Эдинг стремился лучше понять творчество мастеров прошлого, поэтому занимался рисованием и живописью, а также поступил на архитектурное отделение Московского училища живописи, ваяния и зодчества.
Начиная с 1914 года Эдинг совершал поездки по северным губерниям России каждое лето. Он изучал памятники древней русской архитектуры, живописи и прикладного искусства, фотографировал их и приобретал предметы старины для музеев.
Одним из первых в России Борис Николаевич применил прогрессивный метод формального стилистического анализа, который был разработан и развит западноевропейскими учёными во второй половине XIX века с целью исследования памятников русской архитектуры.
В 1915 году Борис Николаевич начал исследовать древние памятники Кириллова, Белозёрска, Вологды, Великого Устюга, Сольвычегодска, Тотьмы, Архангельска, Кеми, Соловецкого и других северных монастырей.
С 1915 года Борис Николаевич преподавал в Университете имени А. Л. Шанявского, где читал курс по истории русского искусства.
В особенности его интересовали история и художественные памятники Ростовского уезда Ярославской губернии. Их изучение Эдинг считал главной задачей своей жизни и поэтому тратил все сбережения на покупку материалов. Он также собирал документы по истории края, рукописи местных краеведов, книги и предметы старины для Ростовского музея древностей.
В марте 1916 года на заседании Общества защиты и сохранения в России памятников искусства и старины Эдинг отчитался о выполненной работе. Он сделал доклад о памятниках Архангельской и Вологодской губерний и подкрепил исследование большим количеством фотографий. Результаты этого исследования Обществом не были опубликованы.
В 1917 году Эдинга избрали членом-сотрудником Ростовского музея древностей и под его руководством произошла перестройка экспозиции музея. Была произведена перестановка икон и систематизация гравюр, изделий с резьбой по дереву, посуды и прочих предметов древности. С 1924 года Ростовскому музею-заповеднику принадлежат собранные Эдингом рукописные документы XVII—XVIII веков, включая большую коллекцию столбцов.

## Оценки современников
По воспоминаниям Грабаря, в некоторых кругах Эдинга считали любителем и недостаточно подготовленным для научных занятий специалистом. К нему относились с открытым пренебрежением. Однако в 1914 году положение изменилось: в Санкт-Петербурге неизвестный пожертвовал 3 тысячи рублей Обществу защиты и сохранения в России памятников искусства и старины на проведение исследования, связанного с регистрацией не описанных памятников русского Севера. Жертвователь выдвинул единственное условие — поручить эту работу Борису Николаевичу фон Эдингу.

## Семья
В марте 1918 года Борис Николаевич женился. Его избранницей стала известная русская и советская художница-авангардистка Любовь Сергеевна Попова (1889—1924), происходившая из дома богатых московских предпринимателей Полежаевых-Зубовых. В ноябре того же года родился их сын Максим. 23 мая 1924 года ребёнок умер от скарлатины. Любовь Сергеевна также умерла от скарлатины 25 мая 1924 года в Москве и была похоронена на Ваганьковском кладбище.